# Nikolaj Alekseevič Tučkov
Nikolaj Alekseevič Tučkov (in russo Николай Алексеевич Тучков?) (16 aprile 1765 – Jaroslavl', 30 ottobre 1812) è stato un generale russo che partecipò alla guerra russo-svedese (1788-1790), alla soppressione della rivolta di Kościuszko ed all'opposizione all'invasione francese della Russia.

## Carriera
Il fratello di Pavel e Aleksandr Tučkov, Nikolaj, divenne famoso la prima volta da maggior generale quando nel 1799 comandò in Svizzera una brigata dell'esercito di Aleksej Ivanovič Gortčakov sotto la guida di Aleksandr Korsakov, partecipando alla seconda battaglia di Zurigo del 25–26 settembre. Nel 1806 comandò la 5ª divisione del secondo esercito di Buxhowden agli ordini di Kamenskoj in Polonia, e partecipò alla battaglia di Pułtusk del 26 dicembre. Nell'offensiva del gennaio 1807 comandò tre divisioni (5°, 7° e 8°) e l'ala destra nella battaglia di Eylau del 7-8 febbraio 1807, nella quale le sue truppe furono le prime chiamate in azione. Quell'estate fu al comando del fronte Narew. L'11 giugno scacciò Claparède da Drenzewo e Borki, ma fu respinto da Andrea Massena il giorno dopo. Dopo aver saputo della sconfitta di Friedland del 27 abbandonò Ostrołęka e s ritirò a Tykoczin, venenvo in seguito sostituito da Tolstoj prima della pace di Tilsit.
Nel 1808 comandò la 5ª divisione agli ordini di Buxhowden in Finlandia, combattendo a Revolax il 27 aprile. Stanziato a Kuopio, fu bloccato da Sandels ad Iidensalmi il 15 ottobre.
Al comando di 3 divisioni in Valacchia, fu mandato a sud per combattere i turchi alla fine di agosto 1811. Nel 1812 comandò il 3º corpo del 1° esercito dell'ovest di Barclay de Tolly. Combatté a Smolensk il 17 agosto, prima di sconfiggere Michel Ney a Valutina Gora (Lubino) il 19 con l'aiuto di Württemberg. Posto sul fianco sinistro nella battaglia di Borodino del 7 settembre, fu gravemente ferito al torace mentre conduceva i granatieri di Pavlov contro Utitsa. Morì tre settimane dopo.